# Haluvani, Tirthahalli
Haluvani là một làng thuộc tehsil Tirthahalli, huyện Shimoga, bang Karnataka, Ấn Độ.